# Рік Дракона (монета)
Рік драко́на — українська пам'ятна монета номіналом 5 гривень із серії «Східний календар». Присвячена одній із тварин дванадцятирічного східного календаря.
Введена в обіг 24 листопада 2023 року.

## Опис
| Номінал грн. | Метал      | Маса, г | Діаметр, мм | Якість виготовлення       | Гурт     | Тираж, штук |
| ------------ | ---------- | ------- | ----------- | ------------------------- | -------- | ----------- |
| 5            | нейзильбер | 16,54   | 35,0        | спеціальний анциркулейтед | рифлений | 80 000      |

Весь тираж був випущений у сувенірних упаковках

### Аверс
На аверсі монети розміщено: угорі — малий Державний Герб України, праворуч від якого напис півколом УКРАЇНА; на дзеркальному тлі по колу зображені 12 символів східного календаря, у центрі кола — стилізований годинник зі стрілкою, що вказує на дракона — символ року, під стрілкою — «2024»; унизу ліворуч напис півколом «5 ГРИВЕНЬ»; на матовому тлі зображені стилізовані під українську витинанку символи кожної пори року: сніжинка (угорі), квітка (праворуч), ягода (унизу), листок (ліворуч); логотип Банкнотно-монетного двору Національного банку України (праворуч над символом тигра).

### Реверс
На реверсі монети зображено стилізований символ східного календаря 2024 року — дракона, закомпонованого в трикутник, що є символом чоловічого начала та стихії вогню; праворуч на драконі — шеврон Збройних Сил України як символ мужності та сили українських захисників. Дракона оточують по колу стилізовані символи, притаманні кожній порі року: сніжинки (угорі праворуч), квітки (унизу праворуч), плоди (унизу ліворуч), гілки (угорі ліворуч).

## Автори
- Художник — Куц Марина.
- Скульптор — Дем'яненко Володимир.

## Вартість монети
Під час введення монети в обіг 2023 року, Національний банк України реалізовував монету за ціною 131 гривня.
Фактична приблизна вартість монети, з роками змінювалася так:
| Рік        | 2024 | 2025 | 2026 |
| ---------- | ---- | ---- | ---- |
| Ціна, грн. | 220  | 220  |      |